# Michael Mando
Michael Mando (Cidade de Quebec, 13 de julho de 1981) é um ator, escritor, diretor e cantor canadense com formação em teatro contemporâneo e clássico. Ele ficou conhecido por seu papel como Vaas Montenegro, um antagonista no videogame Far Cry 3, e como Victor "Vic" Schmidt na série de ficção científica Orphan Black. Recentemente, ele interpretou Nacho Varga no Better Call Saul da AMC.

## Início de vida
Mando nasceu na Cidade de Quebec, Quebec, Canadá. Ele foi criado por seu pai e é o filho do meio de três irmãos. Sua família viajava frequentemente, morando em mais de 10 cidades, em quatro continentes e em mais de 35 casas diferentes; tudo antes dos 20 anos. Sua língua nativa é o francês e ele também fala inglês e espanhol fluentemente.
Mando foi matriculado em várias áreas, incluindo relações internacionais, na Universidade de Montreal antes de descobrir as artes cênicas no The Dome Theatre Program (Dawson College) em 2004. Apesar de não ter treinamento prévio, Michael passou a interpretar os protagonistas masculinos nas cinco produções do programa. Ele se formou com excelência em 2007. Seus papéis no Dome incluem Orlando em As You Like It, de Shakespeare, Professor Katz no Pentecostes de David Edgar e Valentine Xavier em Orpheus Descending, de Tennessee Williams. Após a formatura, Steven W. Lecky, presidente do programa, declarou orgulhosamente que Michael era "um dos melhores talentos que surgiram do programa nos últimos 25 anos".

## Carreira
Depois de interpretar o personagem principal em duas premiadas produções de teatro profissional em Montreal, Mando fundou a Red Barlo Productions. O primeiro filme da empresa, Condicional Affection (no qual Mando estrelou, dirigiu e escreveu) foi lançado em 2010 e oficialmente selecionado para os festivais Fantasia, Bare Bones, ACTRA Short Films, e o New Hope International Film Festivals.
A estreia de Mando na televisão seguiu simultaneamente com uma ampla gama de personagens contrastantes. Seus créditos incluem participações especiais na série criminal The Bridge, a minissérie de drama médico Bloodletting and Miraculous Cures, como membro da gangue MS-13 em The Border e como amigo íntimo da personagem Kenzi (interpretado por Ksenia Solo) na série de ficção científica Lost Girl.
Mando teve repetidas colaborações com os diretores John Fawcett e Eric Canuel, além do produtor David Barlow. Ele teve um papel principal no longa Territories de 2010. Em 2011, ele teve um papel recorrente em Les Bleus de Ramville e uma participação especial na série King. Em 2012, ele trabalhou em Far Cry 3, onde dublou e inspirou um dos principais vilões: Vaas Montenegro, um antagonista cruel e distorcido que, sem dúvida, se tornou a face principal do jogo. Ele também estrelou uma série chamada "The Far Cry Experience" onde interpreta Vaas, que captura e tortura uma celebridade (Christopher Mintz-Plasse), que foi desafiada a sobreviver na ilha.
Em 2012, Mando foi escalado para a primeira temporada da série de televisão de ficção científica Orphan Black, que começou a ser exibida em 2013. Ele interpretou Vic, um abusivo traficante de drogas e foi nomeado para o Canadian Screen Award por seu trabalho na série. Ele reprisou seu papel de Vic na segunda temporada em um papel recorrente. Em 2014, Mando se juntou ao elenco de Better Call Saul, o spin-off de Breaking Bad, interpretando Nacho, um criminoso profissional.

## Vida pessoal
Mando cresceu querendo ser escritor ou atleta. Em seus vinte e poucos anos, ele sofreu uma lesão no joelho e, consequentemente, decidiu mudar de direção. Ele então buscou uma bolsa de estudos acadêmica na Universidade de Montreal em relações internacionais, mas logo depois decidiu atuar.

## Filmografia

### Cinema
| Ano  | Título                  | Personagem            | Notas                                                     |
| ---- | ----------------------- | --------------------- | --------------------------------------------------------- |
| 2010 | Conditional Affection   | Jack                  | Curta-metragem Também como diretor, roteirista e produtor |
| 2010 | Territories             | Jalii Adel Kahlid     |                                                           |
| 2011 | Abyss of the Mind       | Johnny H.             |                                                           |
| 2012 | The Good Lie            | Orville               |                                                           |
| 2013 | The Colony              | Cooper                |                                                           |
| 2013 | Make Your Move          | Raphael               |                                                           |
| 2013 | Elysium                 | Rico                  | Não creditado                                             |
| 2016 | Wake Up                 | Johnny H. / Alter Ego | Curta-metragem Também como diretor, roteirista e produtor |
| 2017 | Spider-Man: Homecoming  | Mac Gargan / Scorpion |                                                           |
| 2018 | The Hummingbird Project | Mark Vega             |                                                           |

### Televisão
| Ano        | Título                            | Personagem           | Notas                                |
| ---------- | --------------------------------- | -------------------- | ------------------------------------ |
| 2008; 2010 | The Border                        | Mirza, Marco         | 2 episódios                          |
| 2009       | The Last Templar                  | Necia First Mate     | 2 episódios                          |
| 2009       | Web of Lies                       | Danny Wilcox         | Telefilme                            |
| 2009       | Flashpoint                        | Felipe               | Episódio: "Eagle Two"                |
| 2010       | Bloodletting and Miraculous Cures | Dr. Manolas          | 2 episódios                          |
| 2010       | The Bridge                        | K9                   | Episódio: "Voices Carry"             |
| 2010       | Lost Girl                         | Neville              | Episódio: "(Dis)Members Only"        |
| 2011       | King                              | Esteban Demarco      | Episódio: "T-Bone"                   |
| 2011       | Michael: Tuesdays & Thursdays     | Alain                | Episódio: "Unscripted Conversation"  |
| 2012       | The Pregnancy Project             | Javier Rodriguez     | Telefilme                            |
| 2012       | Les Bleus de Ramville             | Marc-Andre David     | 8 episódios                          |
| 2012       | Psych                             | Chuy                 | Episódio: "Let's Doo-Wop It Again"   |
| 2012       | The Killing                       | Vasquez              | Episódio: "Off the Reservation"      |
| 2013       | The Listener                      | Len Gazicki          | Episódio: "Buckle Up"                |
| 2013       | Rookie Blue                       | Cesar Medina         | Episódio: "The Kids Are Not Alright" |
| 2013       | Covert Affairs                    | Eduardo              | Episódio: "Into the Blue"            |
| 2013–2014  | Orphan Black                      | Victor "Vic" Schmidt | 9 episódios                          |
| 2014       | La marraine                       | Alvaro Pessoa        | 5 episódios                          |
| 2015–2022  | Better Call Saul                  | Nacho Varga          | Elenco principal; 29 episódios       |
| 2016       | The Crossroads of History         | Gaum                 | Episódio: "Columbus"                 |

### Video games
| Ano  | Título                    | Personagem          | Notas                 |
| ---- | ------------------------- | ------------------- | --------------------- |
| 2010 | Shaun White Skateboarding | Francisco Crystobal |                       |
| 2012 | Far Cry 3                 | Vaas Montenegro     | Também motion capture |

### Web
| Ano  | Título             | Personagem      | Notas       |
| ---- | ------------------ | --------------- | ----------- |
| 2012 | Far Cry Experience | Vaas Montenegro | 5 episódios |